# Mother (cançó de Pink Floyd)
«Mother» (de l'anglès, «Mare») és una cançó del grup anglès de rock progressiu Pink Floyd, escrita per Roger Waters. Va ser publicada al seu àlbum The Wall del 1979. És la darrera cançó del costat A del primer disc de l'àlbum. Tracta sobre la sobreprotecció materna que sofria Pink, l'estrella de rock fictícia protagonista d'aquest àlbum conceptual. Pink veu a la seva mare només com "un altre maó a la paret", en referència al mur imaginari que l'aïlla del món. La cançó segueix a «Another Brick In The Wall, Pt.2», i precedeix a «Goodbye Blue Sky». Té una duració de 5 minuts i 36 segons.

## Composició
El principi de la cançó és bastant tranquil, però després té lloc un canvi de ritme a un de més fort, expandint la seva instrumentació d'una guitarra acústica i una veu a un harmònium, un piano, una bateria, un baix, una harmonia vocal i una guitarra elèctrica.
Pel que fa a la lletra, la cançó conté una mínima introducció que consisteix només en punt d'inhalació i exhalació abans dels primers versos de la cançó que són cantats per Roger Waters, en els quals explica a la seva mare la por de si la cançó agradarà, si voldran colpejar-li, entre altres coses. David Gilmour canta un cor en resposta a la lletra anterior, representant a la mare; a tot això segueix un solo de guitarra que, com es va indicar, trenca amb la seqüència musical que s'estava executant. Waters canta un altre vers, en el qual se centra a preguntar a la seva mare si una noia, aparentment la seva nòvia, és prou bona per a ell o si trencarà el seu cor, aquest vers és de nou seguit pel cor de Gilmour (amb lletres alterades). Finalment la cançó acaba amb un canvi de volum i Waters cantant; "Mother, did it need to be so high?" (de l'anglès, "Mare, calia que fos tan alta?"), amb relació a la paret creada per Pink, el protagonista de l'àlbum, i que la seva mare ajuda a realitzar.

## Trama
A aquest tema, Pink, sent un nen, li pregunta a la seva mare sobre el que passa al món, per exemple sobre la mort. La mare, en un intent de protegir-lo i estalviar-li sofriment, li contesta (com s'ha dit anteriorment) que ella el cuidarà de la resta de les persones i que no li passarà res. La exageració de la mare provoca que Pink tingui la falsa idea que tot en el món fora de la seva protecció el pot ferir: tots els temors de la mare sobre el que li podria arribar a passar al seu fill s'introdueixen a la ment d'aquest i l'obsessionen.Aquesta trauma de la infantesa de Pink esdevé, quan aquest ja és gran, "un altre maó a la paret".

## Personal
- David Gilmour: Veu (cor), baix elèctric, guitarra acústica de 12 cordes, guitarra elèctrica
- Roger Waters: Veu (vers), guitarra acústica
- Bob Ezrin: Harmonium, òrgan Hammond, piano
- Jeff Porcaro: Bateria[6]